# 山形市蔵王体育館
山形市蔵王体育館（やまがたしざおうたいいくかん）は、山形県山形市にあるスポーツ施設である。蔵王温泉観光協会が管理。

## 概要
観客収容人数は2,500人。
駐車場あり（ただし冬季は有料）。  

## 施設
- 小競技場（バスケットボールコート2面分）
- トレーニング室
- 会議室
- 更衣室
- シャワー室

## 所在地
〒990-2301 山形県山形市蔵王温泉103

## アクセス
- バス‐山形駅から蔵王温泉行き（所要時間約45分）

## 周辺
- 蔵王温泉
- 山形蔵王温泉スキー場